# Benoît Nyssen
Benoît Vivian Nyssen (12 september 1997) is een Belgisch voetballer die speelt voor Zulte Waregem in de Challenger Pro League, het tweede niveau van het Belgische voetbal. Hij speelt als rechtervleugelverdediger en heeft er een contract tot 30 juni 2027.

## Carrière
Nyssen begon zijn jeugdcarrière bij Standard Luik, waar hij tot 2013 speelde. Vervolgens maakte hij de overstap naar de jeugdopleiding van KRC Genk, waar hij de jeugdrangen doorliep van de U19 tot de U21. 
In januari sloot hij zich aan bij RFCU Luxemburg. Met deze ploeg won Nyssen in 2018 de Luxemburgse voetbalbeker. 
In de zomer van 2021 maakte Nyssen een transfervrije overstap naar RFC Luik. Met RFC Luik promoveerde Nyssen in zijn tweede seizoen van het hoogste amateurniveau naar de Challenger Pro League. 
Na drie seizoenen bij de RFC Luik verhuisde hij op 11 juli 2024 naar SV Zulte Waregem. Nyssen scoorde zijn eerste goal voor Zulte Waregem op 26 oktober 2024. Toen werden de punten verdeeld met Francs Borains in een 2-2 gelijkspel.

## Clubstatistieken
| Seizoen         | Club             | Competitie            | Competitie | Competitie | Beker | Beker | Europa/ Supercup | Europa/ Supercup | Totaal | Totaal |
| Seizoen         | Club             | Competitie            | Wed.       | Dlp.       | Wed.  | Dlp.  | Wed.             | Dlp.             | Wed.   | Dlp.   |
| --------------- | ---------------- | --------------------- | ---------- | ---------- | ----- | ----- | ---------------- | ---------------- | ------ | ------ |
| 2017/18         | RFCU Luxemburg   | Nationaldivisioun     | 8          | 0          | 3     | 1     | —                | —                | 11     | 1      |
| 2018/19         | RFCU Luxemburg   | Nationaldivisioun     | 9          | 0          | 1     | 0     | 2                | 0                | 12     | 0      |
| 2019/20         | RFCU Luxemburg   | Nationaldivisioun     | 14         | 0          | 3     | 1     | —                | —                | 17     | 1      |
| 2020/21         | RFCU Luxemburg   | Nationaldivisioun     | 18         | 0          | 1     | 0     | —                | —                | 19     | 0      |
| 2021/22         | RFC Luik         | Eerste Nationale      | 29         | 0          | 1     | 0     | —                | —                | 30     | 0      |
| 2022/23         | RFC Luik         | Eerste Nationale      | 35         | 1          | —     | —     | —                | —                | 35     | 1      |
| 2023/24         | RFC Luik         | Challenger Pro League | 29         | 6          | 1     | 0     | —                | —                | 30     | 6      |
| 2024/25         | SV Zulte Waregem | Challenger Pro League | 14         | 2          | 2     | 0     | —                | —                | 16     | 2      |
| Carrière totaal | Carrière totaal  | Carrière totaal       | 156        | 9          | 12    | 2     | 2                | 0                | 170    | 11     |

1 Bostyn ·
3 Tanghe ·
4 Lemoine ·
7 Challouk ·
8 Rommens ·
9 Vossen  ·
10 Ablo Traoré ·
11 Gavriel ·
14 Barkarson ·
17 Diop ·
18 Tambedou ·
19 Nyssen ·
20 Hedl ·
21 Nnadi ·
22 Opoku ·
23 Van der Gouw ·
24 Erenbjerg ·
27 Diabaté ·
31 Willen ·
42 Dobbels ·
47 Labie ·
50 Van Damme ·
55 Cappelle ·
59 Demuynck ·
64 Sergeant ·
Coach: Vandenbroeck